# Псярцы
Псярцы́ (бел. Псярцы) — деревня в Василишковском сельсовете Щучинского района Гродненской области Белоруссии.

## История
Псярцы (Псарцы) известны с 1765 года из «Инвентарей староств Гродненского повета». В XIX веке деревня принадлежит роду Вильканцов. После Январского восстания, согласно указу от 10 декабря 1865 года, Псярцы были принудительно проданы Тодором Вильканцом Петру Ушакову за 1271 рубль. С 1888 года — деревня в Василишковской волости. С 1921 года — в составе Василишковской гмины Щучинского повета Новогрудского воеводства Польши. С 12 октября 1940 года — в Шейбакпольском сельсовете Щучинского района Барановичской, а затем Гродненской области. В 1944—1945 гг. учителем в местной начальной школе работал будущий польский учёный, доктор сельскохозяйственных наук Юзеф Дзежиц. В 1950 году на базе деревни был создан колхоз «1 Мая».
До 2002 года в составе Бакштовского сельсовета.

## Культура
В 1971 году в Псярцах возник хор народной песни, состоящий из пожилых жителей деревни (хористы — Г. Маркевич, В. Публицевич, М. Дашкевич и другие, аккордеон — Язеп Зубрик). Хор был популярен не только в округе, но был широко известен на республиканском уровне: часто появлялся в передачах белорусского телевидения, заметка о нём даже появилась в The Journal of Byelorussian Studies.

## Демография
- 1844 год — 33 двора[7]
- 1888 год — 27 дворов, 243 жителя
- 1905 год — 322 жителя
- 1926 год — 53 двора, 293 жителя[8]
- 1940 год — 73 двора, 387 жителей
- 1964 год — 79 дворов, 390 жителей
- 1999 год — 82 жителя
- 2010 год — 38 жителей
- 2021 год — 15 жителей